# Johann Neubauer (Politiker, 1884)
Johann „Hans“ Tobias Neubauer (* 16. Dezember 1884 in Wien; † 24. September 1971 ebenda) war ein österreichischer Politiker (SDAP/SPÖ) und Lehrer.

## Wirken als Lehrer
Johann Neubauer wurde am 16. Dezember 1884 in Wien geboren und war im Brotberuf als Gymnasiallehrer tätig. Als solcher leitete er unter anderem bis ins Jahr 1934 das Elisabethgymnasium im fünften Wiener Gemeindebezirk Margareten. Nach den Februarkämpfen 1934 wurde Neubauer aus dem Schuldienst entlassen und für drei Monate gefangen genommen. Nach der Zeit des Nationalsozialismus leitete er die wieder errichtete Realschule am Henriettenplatz im 15. Wiener Gemeindebezirk Rudolfsheim-Fünfhaus sowie die am dortigen Standort befindliche Arbeitermittelschule.

## Wirken als Politiker
Seit dem Jahre 1905 war Neubauer politisch bei der Sozialdemokratischen Arbeiterpartei (SDAP) aktiv und vertrat die Partei ab 1926 im Wiener Gemeinderat und Landtag bis zu dessen Ausschaltung im Jahre 1934. Zudem hatte er ab 1932 das Amt als Erster Präsident des Landtags inne, wobei er nach seinem Vorgänger Robert Danneberg der erst zweite Landtagspräsident in der Geschichte Wiens war.
Nachdem die Rechtslage im Jahre 1945 wiederhergestellt wurde, gehörte er dem Gremium bis 1949 an und wurde erneut zum Ersten Präsidenten des Landtags gewählt. In dieser Zeit führte er auch den Vorsitz im Gemeinderat. Weiters war er Bundesobmann des Arbeiter-Abstinentenbundes in Österreich und Obmann des Sozialistischen Lehrerverbandes.
Am 24. September 1971 verstarb Neubauer nach längerem Leiden 86-jährig in seiner Heimatstadt Wien. Nach seinem Tod wurde er eingeäschert und am 7. Oktober 1971 am Urnenhain der Feuerhalle Simmering (Abteilung 3, Ring 2, Gruppe 3, Nummer 126) bestattet. Seine Ehefrau Judith (1893–1985) überlebte ihn um 14 Jahre.